# Кривульченко, Анатолий Иванович
Анатолий Иванович Кривульченко (* 22 июля 1947, с. Покровские хутора (Покровское) Очаковского района Николаевской области, Украина) — украинский физико-географ, доктор географических наук, профессор.

## Биография
Родился 22 июля 1947 г. в с. Покровские хутора (Покровское) Николаевской области, Украина. Окончил среднюю школу (№ 25) в г. Николаеве (1965). В 1970 г. окончил геолого-географический факультет Одесского государственного университета имени И.И. Мечникова по специальности «физическая география». В университете активно занимался научной работой в области геоморфологии берегов. На геолого-географическом факультете ОГУ возглавлял студенческое научное общество, принимал участие в научных конференциях.
После обучения в университете работал учителем и завучем в школах Николаевской и Херсонской областей, служил в армии. В период 1972 г, 1977-1985 гг. работал в Каховской гидрогеолого-мелиоративной экспедиции Минводхоза Украины в качестве гидрогеолога и инженера-почвоведа, где занимался гидрогеологическим и почвенно-мелиоративным мониторингом, проведением солевых съемок на территории Херсонской и Запорожской областей. Без отрыва от производственной деятельности защитил в Одесском университете кандидатскую диссертацию на тему «Принципы и методы ландшафтного подхода к оптимизации массивов орошения степной зоны» (1984).
После приглашения в Кировоградский государственный педагогический институт работал на педагогическом факультете (1985). В институте, позже университете, занимал должности старшего преподавателя, доцента, заведующего двух кафедр, профессора кафедры географии и геоэкологии, возглавлял выполнение ряда госбюджетных научно-исследовательских проектов. Подготовил ряд методических работ для студентов-географов, учебное пособие (в соавторстве) «Окружающая среда и её охрана» (1993, издательство «Высшая школа»). Инициировал возрождение подготовки географов в КГПИ, был организатором естественно-географического факультета, первым заведующим кафедрой вновь созданного факультета, который начал функционировать с 1993 г. В докторантуре Львовского государственного университета имени Ивана Франко защитил докторскую диссертацию в области галогеохимии почво-грунтов (2003), исследуя ландшафтные комплексы Причерноморско-Приазовского сухостепного края. Руководитель  кафедры географии и геоэкологии КГПУ (2003-2015 гг.), аспирантуры по специальности «биогеография и география почв», член спецсовета по защите докторских и кандидатских диссертационных работ во Львовском национальном университете имени Ивана Франко (2005-2015 гг.), председатель Кировоградского отделения Украинского географического общества (1987-2015 гг.), руководитель многолетних географических экспедиций на территории междуречья Днепр-Молочная, автор 185 научных работ, в том числе статей международного уровня и четырех монографий.
Основные  направления научной работы: география почв, ландшафтоведение, в том числе галогеохимия ландшафтов, геоморфология, гидронимика, региональная физическая география.

## Основные научные труды, учебники и пособия
Автор 185 научных трудов - статей, монографий, учебных пособий, авторских свидетельств.

### Монографии и основные учебные пособия
1. Кривульченко А. І. Геоморфологія Олешківських пісків. Монография. Дніпро : Ліра, 2024. 215 с.
2. Кривульченко А. І. Меліоративна географія. Підручник. Київ : Каравела, 2021. 235 с.
3. Кривульченко А.І. Кінбурнський півострів: ландшафти, сучасний стан та значення. Монография. Кропивницький: Центральноукраїнське вид-во, 2016. 416 с.
4. Кривульченко А. І. Сухі степи Причорномор’я та Приазов’я: ландшафти, галогеохімія ґрунто-підґрунтя. Монография. Київ: Гідромакс, 2005.  345 с. (укр.)
5. Кривульченко А. І. Водні об'єкти Кіровоградської області. Частина І. Словник водних об'єктів. Частина ІІ. Атлас гідрографічної мережі. Класифікатор водотоків. Водосховища: Монографія. Кіровоград: Імекс-ЛТД, 2011. 356 с. (укр.)
6. Методические рекомендации по контролю состояния орошаемых черноземов (в соавторстве). — М.: Министерство мелиорации и водного хозяйства СССР, 1989. 140 с. (укр.)
7. Навколишнє середовище та його охорона. Навчальний посібник. Київ : Вища школа, 1993. 227 с. (в соавторстве). (укр.)

### Участие в создании справочных изданий
1. Географічна енциклопедія України (1989—1993), — научные статьи относительно территории Кировоградськой области.
2. Кривульченко А. І. Грунти галогенні / Екологічна енциклопедія. — К.:ТОВ «Центр екологічної освіти та інформації», 2006. Т.1. С. 248.
3. Кривульченко А. І. Солонці / Екологічна енциклопедія. 2008. Т.3. С. 259—260.
4. Кривульченко А. І. Солончаки / Екологічна енциклопедія. 2008. Т.3. С. 260—261.
5. Енциклопедія Сучасної України. Кіровоградська область. Т. 13. — К.: Інститут енциклопедичних досліджень НАН України, 2013. С. 221—229 (в соавторстве), Т. 4, 11, 12, 13 (реки области).

## Награды и почетные звания
Награжден знаком «Відмінник освіти України» Министерства образования и науки Украины (2003), Почетная грамота Кировоградской областной администрации и областного совета за значительные достижения в научной деятельности (2006 г.), Почетный знак «З добром до людей. Кіровоградська область», в связи со 125-летием педагогического образования на Кировоградщине (2006 г.), медаль МОН Украины «Петро Могила» (2009 р.), лауреат первой премии имени В.М. Ястребова (2012 г.), грамота "Почесний краєзнавець Кіровоградщини" (2013 г.),  почетный знак Национальной Академии наук Украины "За професійні здобутки" (2021 г.), знак "Почесний працівник університету" (2022 г.).